# Cicindela longilabris
Cicindela longilabris är en skalbaggsart som beskrevs av Thomas Say 1824. Cicindela longilabris ingår i släktet Cicindela och familjen jordlöpare.

## Underarter
Arten delas in i följande underarter:
- C. l. laurentii
- C. l. longilabris
- C. l. perviridis